# أديرة باخوم
أديرة باخوم في صعيد مصر هي مجموعة من الأديرة المسيحية التي أسسها باخوم الكبير خلال القرن الرابع الميلادي. وبحلول منتصف القرن الثالث الميلادي، شكلت تسعة أديرة باخوميان شبكة أو اتحادًا من الأديرة يُعرف باسم كوينونيا. جميع الأديرة الباخومية التسعة التاريخية أصبحت الآن غير موجودة.

## التاريخ
في عام 329 م، أسس باخوم كوينونيا (وهي في الأصل كلمة يونانية من العهد الجديد تعني "الزمالة")، أو شبكة الأديرة، عندما أسس دير بو الجديد وانتقل إليه من طبينة.

## التركيبة السكانية
بحسب يوحنا كاسيان، كان هناك إجمالي 5000 راهب في أديرة باخوميوس. وقد ذكر بالاديوس أن عدد الرهبان في عهد باخوميوس بلغ 3000 راهب، و7000 راهب بحلول نهاية القرن الرابع. وقد ذكر أمون أن عدد الرهبان في فاو قبلي كان 600 عندما أقام هناك في عام 352 م:123

## علم الآثار
وقد أجريت حفريات أثرية للأديرة الباخومية في طبينة، وفاو ، والقصر.

## المخطوطات
اُكتشف العديد من المخطوطات بالقرب من مواقع الأديرة الباخومية، مما دفع العلماء إلى اقتراح أنها كانت على الأرجح جزءًا من مكتبات الأديرة الباخومية. تقع كل من تبو، وتموسونس، وشينسيت، وبوو، وتابينيسي على مسافة يوم واحد سيرًا على الأقدام من بعضها البعض، وبالتالي فمن المرجح أن النصوص قد تم استعارتها وتبادلها بين الأديرة المختلفة.:220
- مكتبة نجع حمادي
- أوراق دشنا[الإنجليزية]
- بردية برشلونة[الإنجليزية]
- رؤية دوروثيوس[الإنجليزية]

## طالع أيضًا
- مكتبة نجع حمادي
- كيليا
- الرهبنة القبطية[الإنجليزية]
- الرهبنة المسيحية
  - الرهبنة المسيحية قبل عام 451[الإنجليزية]
  - الرهبنة الجماعية[الإنجليزية]

## روابط خارجية
- إعادة بناء افتراضية لدير باخوميوس